# Micropterix tunbergella
Micropterix tunbergella là một loài bướm đêm thuộc họ Micropterigidae. Nó được tìm thấy ở hầu hết châu Âu, ngoại trừ Ireland, Bồ Đào Nha, Ý, Slovenia, Croatia, Bulgaria và Phần Lan.
Sải cánh dài 8–11 mm. Con trưởng thành bay từ tháng 5 đến tháng 6 và bay ban ngày.
Không rõ ấu trùng ăn cây gì nhưng con trưởng thành ăn phấn hoa của nhiều loài cây nở hoa, bao gồm các loài Quercus, Acer pseudoplatanus và Crataegus.

## Hình ảnh

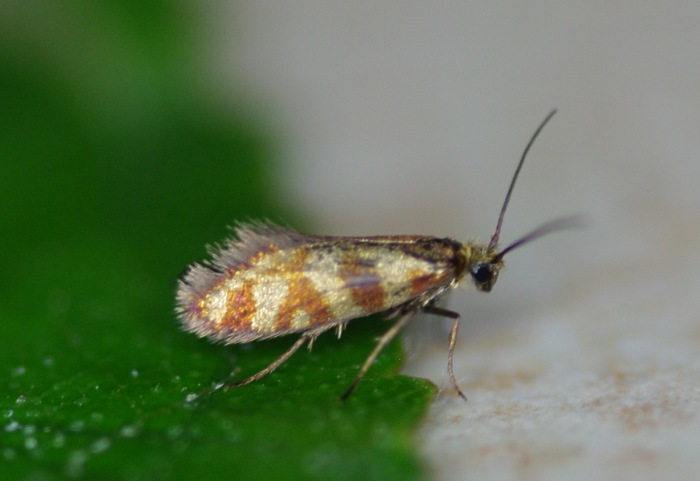